# Lidija Dmitrijewna Gromowa-Opulskaja
Lidija Dmitrijewna Gromowa-Opulskaja (russisch Лидия Дмитриевна Громова-Опульская, wiss. Transliteration Lidija Dmitrievna Gromova-Opul'skaja; * 21. Mai 1925 im Dorf Durykino (Rajon Solnetschnogorsk); † 31. Dezember 2003 in Moskau) war eine sowjetische und russische Philologin, die als Literaturwissenschaftlerin bei der textkritischen Edition des umfänglichen Tolstoi-Nachlasses hervortrat.

## Leben
Lidija Opulskaja wuchs in einer Lehrerfamilie auf und trat nach dem Besuch der Mittelschule in das Moskauer Institut für Philosophie, Literatur und Geschichte ein. Dieses wurde während des Krieges nach Aschchabad und darauf nach Swerdlowsk verlegt. Lidija Opulskaja absolvierte 1945 die Philologische Fakultät der Lomonossow-Universität mit ihrer Diplomarbeit Die Historie als Thema im Schaffen L. N. Tolstois. 1952 promovierte sie bei ihrem Lehrer Nikolai Kallinikowitsch Gudsi zum Realismus Tolstois in den letzten zwanzig Jahren des 19. Jahrhunderts. 1949 bis 1952 war sie im 1930 gegründeten Moskauer Verlag für Künstlerische Literatur an der Redaktion der 90-bändigen Tolstoi-Jubiläumsausgabe beteiligt. Seit 1953 war Lidija Opulskaja Mitarbeiterin am Gorki-Institut für Weltliteratur der Russischen Akademie der Wissenschaften. 1988 bis 2002 war sie dort Abteilungsleiterin für Klassische Russische Literatur. 1983 habilitierte sich Lidija Opulskaja mit der Dissertation Zu Problemen der Textkritik der Russischen Literatur des 19. Jahrhunderts. 1994 wurde sie zur Professorin ernannt. Am 20. Mai 2000 wurde Lidija Opulskaja zum Korrespondierenden Mitglied der Abteilung Literatur und Sprache der Russischen Akademie der Wissenschaften gewählt. Einer ihrer in Russland bekannten Schüler ist Alexander Wadimowitsch Gulin.
Lidija Opulskaja war mit Michail Petrowitsch Gromow, einem Tschechow-Forscher, verheiratet.
Ihre letzte Ruhe fand Lidija Opulskaja auf dem Nikolo-Archangelskoje Friedhof nahe bei der Großstadt Balaschicha.

## Veröffentlichungen (Auswahl)
- 1979: Materialien zur Tolstoi-Biographie 1886 bis 1892,
- 1998: Materialien zur Tolstoi-Biographie 1892 bis 1899,
- seit 2000: Chefredakteurin der 100-bändigen Tolstoi-Gesamtausgabe,
- mehr als 200 philologische Artikel,
- 2005 postum: Ausgewählte Werke.

## Ehrungen
- 1998 Schachmatow-Preis der Russischen Akademie der Wissenschaften für ihr textkritisches Lebenswerk zur Klassischen Russischen Literatur des 19. Jahrhunderts[13],
- 2000 Verdiente Wissenschaftlerin der Russischen Föderation[14],
- Goldmedaille zum Puschkin-Jubiläum[15],
- Goldmedaille zum Tjuttschew-Jubiläum[16],
- Ehrenmitglied der Universität Ottawa,
- Ehrenmitglied der Japanischen Tolstoi-Gesellschaft.